# Soul Searchin'
Soul Searchin' är ett album av Glenn Frey, utgivet i augusti 1988 på skivbolaget MCA. Albumet var Freys tredje soloalbum efter tiden i Eagles och är producerat av Glenn Frey, Barry Beckett och Elliot Scheiner.
Albumet nådde Billboardlistans 36:e plats.

## Låtlista
Singelplacering i Billboard inom parentes
1. "Livin' Right" (Glenn Frey/Jack Tempchin) - 5:07 (#90)
2. "Some Kind of Blue" (Glenn Frey/Jack Tempchin) - 4:40
3. "True Love" (Glenn Frey/Jack Tempchin) - 4:40 (#13)
4. "Can't Put Out This Fire" (Glenn Frey/Jack Tempchin) - 5:04
5. "I Did It for Your Love" (Glenn Frey/Jack Tempchin) - 4:00
6. "Let's Pretend We're Still in Love" (Glenn Frey/Jack Tempchin) - 4:51
7. "Working Man" (Glenn Frey/Jack Tempchin) - 3:25
8. "Soul Searchin'" (Glenn Frey/Jack Tempchin/Duncan Cameron) - 5:38
9. "Two Hearts" (James Newton Howard/Hawk Wolinski) - 4:01
10. "It's Your Life" (Glenn Frey/Steven Thomas) - 4:58